# Frémestroff
Frémestroff é uma comuna francesa na região administrativa do Grande Leste, no departamento de Mosela. Estende-se por uma área de 5.51 km², e possui 304 habitantes, segundo o censo de 2018, com uma densidade de 55 hab/km².